# Kenneth Falkenberg
Kenneth Falkenberg (15 mei 1984) is een Deens keeper die sinds 2008 voor de Deense eersteklasser Silkeborg IF uitkomt. Voordien speelde hij voor Kolding FC.